# Jakob Karl Ernst Sommer
Jakob Karl Ernst Sommer, auch Jakob Carl Ernst Sommer (* 2. Dezember 1911 in Mamuret-ul-Asis; † 7. November 1981 in Frankfurt am Main) war ein deutscher methodistischer Bischof.

## Leben
Sommer wurde als Sohn des methodistischen Missionars und späteren Bischofs Johann Wilhelm Ernst Sommer und seiner englischen Frau Beatrice geb. Dibben geboren. Er wuchs in Falkenberg (Mark) und ab 1920 in Frankfurt am Main auf, wo er nach dem Abitur 1929 neben Theologie auch Germanistik, Anglistik und Philosophie studierte. Nach der Promotion zum Dr. phil. 1935 legte er 1936 das Erste und 1938 das Zweite Staatsexamen ab. Neben der Tätigkeit als Lehrer (unterbrochen durch den Einsatz als Soldat in Frankreich und Nordafrika und die Kriegsgefangenschaft) wirkte er seit 1936 auch als methodistischer Laienprediger. 1950 wurde er Dozent am methodistischen Predigerseminar in Frankfurt am Main, worauf er 1951 auch die Ordination empfing.
1968 wurde Jakob Karl Ernst Sommer als Nachfolger von Friedrich Wunderlich zum Bischof der Evangelisch-methodistischen Kirche in Deutschland gewählt und blieb in diesem Amt bis 1977. Er vertrat seine Kirche im Weltrat methodistischer Kirchen sowie in der Vereinigung Evangelischer Freikirchen (zeitweise als Präsident).

## Schriften (Auswahl)
- Studien zu den Gedichten des Wandsbeker Boten. Diesterweg, Frankfurt a. M. 1935 (Diss.; Nachdruck Hildesheim 1973).
- A Century of Service by Frankfurt Theological Seminary 1858-1958. 1958.
- (als Herausgeber und Mitautor:) Der Methodismus. Evangelisches Verlagswerk, Stuttgart 1968.